# Toto Leonidas
Alfredo C. 'Toto' Leonidas (Bacolod, 10 oktober 1960) is een in de Filipijnen geboren Amerikaans professioneel pokerspeler. Hij won onder meer het $1.500 Seven Card Stud-toernooi van de World Series of Poker 2003 (goed voor $98.760,- prijzengeld) en het 5.000 No Limit Hold'em-toernooi van de Doyle Brunson Five Diamond World Poker Classic 2008 (goed voor 171.835,-).
Leonidas heeft de naam een zwijgzame speler te zijn tijdens het pokeren. Hij kan uren aan een tafel doorbrengen zonder een woord te zeggen. Hij verdiende tot en met juni 2014 meer dan $3.400.000,- in pokertoernooien, cashgames niet meegerekend.

## Wapenfeiten
Leonidas nam in het jaar 2000 voor het eerst een geldprijs mee van de World Series of Poker (WSOP), toen hij daarop negende werd in het $2.000 No Limit Hold'em-toernooi, goed voor $12.675,-. Op de World Series of Poker 2002 kwam hij vervolgens dicht bij zijn eerste WSOP-titel. Alleen Phil Ivey was hem de baas in het $1.500 7 Card Stud-evenement. Een jaar later was het wel raak. Niet alleen won Leonidas op de World Series of Poker 2003 voor het eerst een WSOP-titel, hij werd dat jaar ook derde in het $2.500 Omaha Hi-Lo Split-toernooi en vierde in het $3.000 Limit Hold'em-toernooi.
Na het winnen van zijn eerste WSOP-titel kwam Leonidas verschillende keren dicht bij een volgende. Op de World Series of Poker 2005 werd hij tweede in het $2.000 Limit Hold'em-toernooi (achter Reza Payvar) en vierde in het $1.500 Pot Limit Omaha-toernooi. Daarna werd hij vijfde in het $5.000 World Championship Heads Up No Limit Hold'em van de World Series of Poker 2007 en vierde in het $10.000 World Championship Omaha Hi/Lo Split van de World Series of Poker 2008.
Buiten de WSOP haalde Leonidas resultaten op onder meer de World Poker Tour. Hij werd daarop vierde in het $9.800 No Limit Hold'em - Championship Event van de Legends of Poker 2009. Op drie eerdere WPT-toernooien bereikte hij al de laatste twintig.

## Titels
Tot de toernooien die Leonidas buiten de WSOP won, behoren ook onder meer:
- het $500 Limit Hold'em-toernooi van America's Poker Classic 2000 ($16.600,-)
- het $500 7 Card Stud Hi/Lo-toernooi van de L.A. Poker Classic 2001 ($32.200,-)
- het $300 Limit Hold'em-toernooi van het California State Poker Championship 2001 ($97.016,-)
- het $2.000 7 Card Stud with Larry Flynt-toernooi van de Grand Slam of Poker 2002 ($36.000,-)
- het $9.800 No Limit Hold'em Main Event van het United States Poker Championship 2003 ($388.080,-)
- de $5,000 No Limit Hold'em Sixth Annual Five Star World Poker Classic van het WPT World Championship 2008 ($189.400,-)
- het $5.000 No Limit Hold'em-toernooi van de 6th Annual Festa Al Lago Classic 2008 ($96.030,-)

## WSOP-titel
| Jaar                       | Toernooi               | Prijs     |
| -------------------------- | ---------------------- | --------- |
| World Series of Poker 2003 | $1.500 Seven Card Stud | $98.760,- |